# Ottavio Bottecchia
Ottavio Bottecchia (1 de agosto de 1894 - 14 de junio de 1927), fue un ciclista Italiano, ganador por dos veces del Tour de Francia.
Bottecchia nació en un pequeño pueblo de la región italiana del Friul a finales del siglo XIX. De familia humilde y casi analfabeto empezó a trabajar de albañil hasta que aprendió a montar en bicicleta durante la Primera Guerra Mundial.
Ganó las ediciones del Tour de Francia de 1924 y 1925. En la primera fue líder desde la primera etapa hasta la última.
Murió con 32 años en junio de 1927 en Peonis-Trasaghi, a unos 5 km de Gemona del Friuli, en extrañas circunstancias. Se le encontró moribundo cerca de una carretera con la cara destrozada; se habló de un accidente en el que se había caído de la bicicleta, que fue encontrada varios metros apartada de él; se habló también de que un campesino, dueño de un campo, le confundió con un ladrón de frutas y le golpeó en la cabeza dejándolo moribundo; también corrió la versión de que un marido celoso lo asesinó por, supuestamente, acercarse a su mujer, y, finalmente, de un ataque a manos de milicias fascistas. Esta última se consideró como la más creíble, pues Bottecchia era abiertamente socialista, cosa que nunca ocultó, y esto no lo favoreció en la Italia de Mussolini, donde nunca corrió el Giro como parte de un equipo profesional, sino solo de "desiderati". El asesinato fue reconocido muchos años más tarde por un campesino local en su lecho de muerte, aunque esta versión es muy débil y a día de hoy sigue sin ser oficial.

## Palmarés
1923
- 2.º del Tour de Francia, más 1 etapa

1924
- Tour de Francia , más 4 etapas
- Giro de la Provincia de Milán (con Costante Girardengo)

1925
- Tour de Francia , más 4 etapas
- Giro de la Provincia de Milán (con Costante Girardengo), más 1 etapa

1926
- 1 etapa de la Vuelta al País Vasco

## Resultados en las Grandes Vueltas
| Carrera | Carrera         | 1922 | 1923 | 1924 | 1925 | 1926 | 1927 |
| ------- | --------------- | ---- | ---- | ---- | ---- | ---- | ---- |
|         | Giro de Italia  | —    | 5.º  | —    | —    | —    | —    |
|         | Tour de Francia | —    | 2.º  | 1.º  | 1.º  | Ab.  | —    |
|         | Vuelta a España | X    | X    | X    | X    | X    | X    |